# Béthisy-Saint-Martin

Béthisy-Saint-Martin este o comună în departamentul Oise, Franța. În 1 ianuarie 2022 avea o populație de 992 de locuitori.